# Triphosa tritocelidata
Triphosa tritocelidata är en fjärilsart som beskrevs av Aurivillius 1910. Triphosa tritocelidata ingår i släktet Triphosa och familjen mätare. Inga underarter finns listade i Catalogue of Life.